# ジョージア州会議事堂

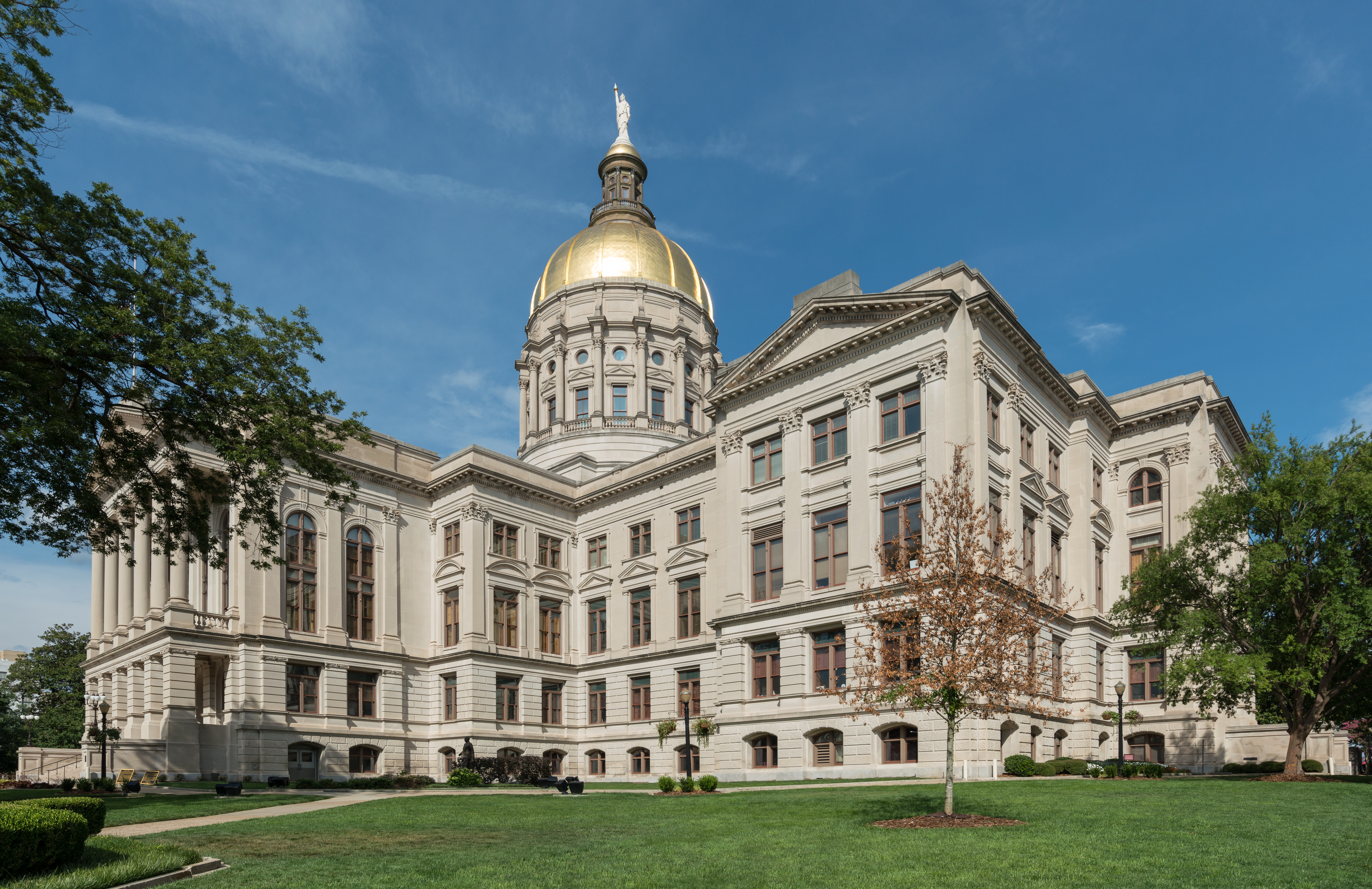
西側（正面）から見たジョージア州議会議事堂

ジョージア州会議事堂（ジョージアしゅうかいぎじどう、Georgia State Capitol）は、アメリカ合衆国のジョージア州アトランタに位置する歴史的建造物であり、アメリカ合衆国国定歴史建造物に指定されている。ジョージア州政府の活動拠点でもあり、2階にはジョージア州の知事、副知事、および州務長官のオフィスがある。3階は州議会の会議場となっており、4階には傍聴席とミュージアムが設置されている。

## 構造
ジョージア州会議事堂は、多くの州会議事堂と同様に、ルネサンス建築様式の合衆国議会議事堂にインスパイヤされて設計された。設計を行ったのはイリノイ州シカゴの建築家ウィロビー・エドブルックとフランクリン・バーナムであり、オハイオ州トレドにおいて図面が描かれた。

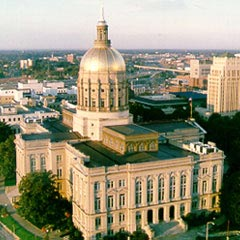
ジョージア州会議事堂

議事堂の正面は西側のワシントン通りに面している。ファサードには石製のペディメントと4本の柱を備えたポーティコがあり、それらは6本の巨大なコリント式オーダーによって支えられている。ペディメントの両側にはジョージア州の盾型の紋章がそれぞれ2つずつ刻まれている。議事堂の内部はヴィクトリア朝を反映しており、合衆国内でいち早くエレベーターや蒸気暖房、電灯照明を取り入れた。議事堂のいたるところに古典様式の柱形やオーク製の羽目板が使用されており、床面は同州ピケンズ郡で採掘された大理石が敷かれている。
議事堂の中央には円形の大広間があり、両側に配された大階段は3階のアトリウムへと続いている。大階段の上部には採光窓があり、そこから建物中心部へ光を送っている。
議事堂は政府の変化に合わせて、頻繁に改築が行われた。議事堂の上部にあるドームは、建設当初はテラコッタをスズでメッキしたものであったが、1957年に改修した際、同州ランプキン郡ダロネガで100年以上前に採取された金が州に寄贈され、その金から造られた金箔が貼られた。

### 寸法
南北間の最大幅
105.99メートル
建物の高さ
83.02メートル
2階の大広間の天井の高さ
57.10メートル
ドームの直径
22.86メートル

## ミュージアム
議事堂内のミュージアムは1889年に設置され、以来、ジョージア州の自然や文化的歴史に関する史料を広く収集している。アメリカ先住民族の工芸品、動物、岩石や鉱物、化石などである。歴代知事の肖像や著名な州民の彫像、南北戦争時代の旗などは、議事堂のいたるところに飾られている。
現在、議事堂のミュージアムは州務長官が管轄する公的な教育機関となっており、議事堂の歴史や州政府での出来事を記録・保存する役割も果たしている。

## 旧議事堂
ジョージア州ミレッジビルのイーストグリーン通りには、ジョージア州議会の2代目の議事堂があり、この建物は1867年まで州会議事堂として使用されていた。旧議事堂の1階は博物館として開放されている。

### 地図
- Google Maps
  - 現在の州会議事堂の位置
  - 旧州会議事堂の位置